# شیخ کونده
شیخ کونده (انگلیسی: Cheick Condé؛ زادهٔ ۲۶ ژوئیهٔ ۲۰۰۰) بازیکن فوتبال اهل گینه است.
از باشگاه‌هایی که در آن بازی کرده است می‌توان به باشگاه فوتبال فاستاو زلین اشاره کرد.
وی همچنین در تیم ملی فوتبال گینه بازی کرده است.